# Драјзе (пушка)
Драјзе пушка иглењача (енгл. Dreyse needle-gun), спорометна пушка острагуша из 19. века. Конструисана 1838, била је то прва модерна пушка са обртно-чепним затварачем, и прва острагуша која је ушла у масовну употребу у пруској војсци (1841).

## Еволуција
До почетка 19. века све пушке биле су спредњаче глатких цеви (мускете), а опаљиване су табаном на кремен. У првој половини 19. века прецизност гађања повећана је нарезивањем (жлебљењем) цеви (од 1828), а сигурност опаљивања повећана је табаном на капислу (од 1840). Тако су настале тзв. пушке жлебуше.
Након жлебуша спредњача развијене су жлебуше острагуше, чије се цеви пуне кроз отвор на задњем крају цеви који се заптива затварачем.
Прве острагуше биле су једнометне (без магацина): пуниле су се сједињеним метком у папирној чахури, метак по метак, и постизале су брзину гађања од 2-3 метка у минуту. За разлику од спредњача, могле су се употребљавати и из лежећег или клечећег става, па се стрелац могао боље користити земљиштем. Метак се опаљивао ударом игле затварача у капислу - пушке иглењаче. Затварач пушке био је уздужно ваљкаст и имао је дугу иглу која је пробијала картонску чахуру и барутно пуњење, и ударала у капислу на постољу зрна. Такве су биле пруска Драјзе М. 1841 (калибра 15,43 mm), америчка Ланкастер М. 1854, француска Шаспо М. 1867, италијанска Каркано М. 1867, руска Карле М. 1856/68.

## Карактеристике
Немачки пушкар Јохан Николас Драјзе конструисао је 1838. прву модерну пушку острагушу која је ушла у масовну употребу - такозвану иглењачу. Драјзе је усавршио идеју Швајцарца Самуела Паулија, који је направио сједињени метак (зрно и барутно пуњење) у папирној чахури, којој је додао месингано дно са капислом, и конструисао пушку острагушу са преклапајућим затварачем, у чијем се телу налазила игла са опругом за опаљење метка ударом у капислу. Користећи се идејом опаљења сједињеног метка са капислом ударном иглом, Драјзе је 1838. конструисао острагушу са цилиндричним клизећим затварачем, који се ручицом покретао у сандуку у правцу осе цеви (напред и назад) и као чеп затварао цев (отуда каснији назив чепни затварач). Брављење (чврсто спајање са сандуком) вршило се окретањем тела затварача удесно за четвртину круга. Делови за опаљивање (игла и опруга) били су у телу затварача. Опруга ударне игле аутоматски се запињала при затварању затварача. Цев пушке је имала 4 жлеба, а избацивала је зрно тежине 21 грам.

### У борби
Пруси су у рату 1866. нанели велике губитке Аустријанцима и због тога што је њихова пушка Драјзе брже (3—4 пута) гађала од аустријске спредњаче Лоренц. После тог рата све су земље преправиле спредњаче у острагуше, али проблем заптивања цеви још није био сасвим решен, јер су барутни гасови продирали поред картонске чахуре и изазивали корозију, нарочито ударне игле, која се брзо трошила и морала мењати. Тај недостатак уочен је нарочито у француско-пруском рату 1870-1871, па Немци одмах затим усвајају пушку Маузер М. 1871 која је имала мањи калибар (11 мм), побољшан затварач, краћу ударну иглу и металну чахуру (с капислом у дну).